# Polyrhachis villosa
Polyrhachis villosa é uma espécie de formiga do gênero Polyrhachis, pertencente à subfamília Formicinae.